# Велика Іжора
Велика Іжора (рос. Большая Ижора) — міське селище у Ломоносовському районі Ленінградської області Російської Федерації.
Населення становить 2746 осіб. Належить до муніципального утворення Большеіжорське міське поселення.

## Географія
Населений пункт розташований на західній околиці міста Санкт-Петербурга.

## Історія
Населений пункт розташований на історичній землі Іжорія.
Згідно із законом від 24 грудня 2004 року № 117-оз належить до муніципального утворення Большеіжорське міське поселення.

## Населення
| 1838  | 1848  | 1862  | 1942  | 1945  | 1949  | 1959  |
| ----- | ----- | ----- | ----- | ----- | ----- | ----- |
| 63    | ↗77   | ↗229  | ↗283  | ↗945  | ↗1723 | ↗3798 |
| 1970  | 1979  | 1989  | 1997  | 2002  | 2006  | 2009  |
| ↗4694 | ↘4569 | ↘3967 | ↘3600 | ↗3831 | ↘3700 | ↘3652 |
| 2010  | 2011  | 2012  | 2013  | 2014  | 2015  | 2016  |
| ↘3314 | ↘3290 | ↘3211 | ↘3098 | ↘2995 | ↘2976 | ↘2938 |
| 2017  | 2018  | 2019  | 2020  |       |       |       |
| ↘2872 | ↘2851 | ↘2767 | ↘2746 |       |       |       |